# Vrtlac (Molat)
Koordinati:   44°12′06″N, 14°55′35″E
Vrtlac je majhen nenaseljen otoček na Jadranskem morju. Pripada Hrvaški.
Vrtlac, na katerem stoji svetilnik, leži okoli 1,5 km jugovzhodno od rta Stopanj na otoku Molat. Površina otočka je manjša od 0,01 km². Najvišja točka na otočku je visoka 6 mnm.
Iz pomorske karte je razvidno, da svetilnik oddaja svetlobni signal: B Bl 3s. Nazivni domet svetilnika je 5 milj.